# Scaeurgus
Scaeurgus Troschel, 1857 è un genere di cefalopodi appartenente alla famiglia Octopodidae.

## Descrizione
Al genere Scaeurgus appartengono piccoli polpi dall'aspetto complessivamente simile a quello del polpo comune con mantello ovoidale muscoloso e otto braccia di lunghezza simile ma non identica: le braccia laterali sono infatti leggermente più lunghe. Le braccia sono relativamente corte e misurano da due a tre volte la lunghezza del mantello, sono unite alla base da una membrana interbrachiale che comprende il 25-30% delle braccia. Le ventose sono biseriate e più o meno visibilmente ingrandite nei maschi adulti, nei quali il terzo braccio sinistro è trasformato in ectocotile e leggermente più corto del corrispondente braccio destro. L'epidermide è ricoperta di papille di forma arrotondata, più fitte sul lato dorsale, tre papille più grandi sono presenti sopra gli occhi e all'apice posteriore del mantello. Il colore dell'animale vivo varia tra il biancastro e il bruno rossastro, sono presenti quattro punti neri simmetrici sul mantello che è cosparso di macchioline chiare.
La lunghezza del mantello arriva a 9 cm.

## Distribuzione e habitat
Il genere è presente in tutti gli oceani e nel mar Mediterraneo.
Sono ottopodi di acque relativamente profonde: sembra siano particolarmente comuni sulla scarpata continentale e nei pressi delle montagne sottomarine a profondità di 100-500 metri.

## Biologia

### Riproduzione
Le uova sono abbastanza piccole, lunghe dal 3 al 10% del mantello.

## Tassonomia
Il genere comprende cinque specie::
- Scaeurgus jumeau Norman, Hochberg & Boucher-Rodoni, 2005
- Scaeurgus nesisi Norman, Hochberg & Boucher-Rodoni, 2005
- Scaeurgus patagiatus Berry, 1913
- Scaeurgus tuber Norman, Hochberg & Boucher-Rodoni, 2005
- Scaeurgus unicirrhus Delle Chiaje, 1841